# Comuna de Łęczna
Łęczna (polaco: Gmina Łęczna) é uma gminy (comuna) na Polónia, na voivodia de Lublin e no condado de Łęczyński. A sede do condado é a cidade de Łęczna.
De acordo com os censos de 2004, a comuna tem 25 288 habitantes, com uma densidade 337,6 hab/km².

## Área
Estende-se por uma área de 74,9 km², incluindo:
- área agricola: 82%
- área florestal: 4%

## Demografia
Dados de 30 de Junho 2004:
|                      | Total   | Total | Mulheres | Mulheres | Homens  | Homens |
| -------------------- | ------- | ----- | -------- | -------- | ------- | ------ |
|                      | pessoas | %     | pessoas  | %        | pessoas | %      |
| População            | 25 288  | 100   | 12 876   | 50,9     | 12 412  | 49,1   |
| Densidade (pop./km²) | 337,6   | 100   | 171,9    | 171,9    | 165,7   | 165,7  |

De acordo com dados de 2002, o rendimento médio per capita ascendia a 1282,96 zł.

## Subdivisões
- Ciechanki Krzesimowskie, Ciechanki Łęczyńskie, Karolin, Leopoldów, Łuszczów-Kolonia, Nowogród, Piotrówek Drugi, Podzamcze, Rossosz, Stara Wieś, Stara Wieś-Kolonia, Stara Wieś-Stasin, Trębaczów, Witaniów, Zakrzów, Zofiówka.

## Comunas vizinhas
- Ludwin, Mełgiew, Milejów, Puchaczów, Spiczyn, Wólka